# Jan de Spot
Ridder Jan Maria David de Spot  (Antwerpen, 23 juni 1912 - Brussel, 17 november 1980) was een Belgisch ondernemer, journalist, politicus, bankier, ambtenaar, uitgever, advocaat en schrijver van cursiefjes.

## Biografie

### Familie
Alhoewel De Spot in Antwerpen werd geboren waren zijn ouders West-Vlamingen: Hector de Spot (1885-1947) uit een oude Veurnse familie en Maria Velghe (1892-1974) uit een familie in De Panne. Hij bracht zijn vroegste jeugd door in De Panne, maar in 1920 verhuisden zijn ouders naar Brugge. Zijn vader die voordien rentenierde, werd ambtenaar in het gevangeniswezen.
De opeenvolgende generaties De Spot waren notabelen in Veurne en trouwden er in de beste lokale families. Ze werden advocaat, provincieraadslid, schepen, burgemeester, senator. Heliodore de Spot, grootvader van Jan de Spot, trouwde met Hélène Beernaert en die behoorde tot de familie van eerste minister August Beernaert.
De oudste broer van Hector de Spot was kanunnik Ernest de Spot (1880-1958), die in Brugge woonde, inspecteur van het onderwijs werd en boeken schreef over onder meer de pastoor van Ars, over vissersverhalen en over de taalkundige Seraphijn Dequidt.
Jan de Spot had een oudere broer, Constant de Spot (1900- ) die een verdienstelijk impressionistisch schilder werd.

### Jonge jaren
Jan de Spot voleindigde zijn middelbare studies als primus perpetuus aan het Sint-Lodewijkscollege (retorica 1929). Hij studeerde rechten en thomistische wijsbegeerte aan de Katholieke Universiteit Leuven en behaalde in 1934 zijn diploma's van doctor in de rechten en van baccalaureus in de thomistische wijsbegeerte. In 1957 werd hij ook nog Graduate advanced management (University of Columbia, New York).
In Leuven leerde hij Albert Coppé kennen, met wiens zus hij trouwde. Nadat hij was afgestudeerd trok De Spot naar Rome en Berlijn om zich er in strafrecht te specialiseren. Tijdens deze periode woonde hij een toespraak van Benito Mussolini bij en later ook van Adolf Hitler. De Spot ontmoette ook de pas gehuwde Hermann Göring en zijn vrouw toen die op de Belgische ambassade in Berlijn werden uitgenodigd. In een interview met Joos Florquin voor het programma Ten huize van in 1977 zei De Spot dat hij destijds niet veel van het regime had gemerkt.
Ondertussen had De Spot zich ingeschreven bij de balie in Brugge en tot 1940 oefende hij het beroep van advocaat uit. Hij pleitte vijfmaal in een assisenzaak en was ook de raadsman van een compensatiekas. Toen de Tweede Wereldoorlog uitbrak werd hij gemobiliseerd als reserveofficier en maakte hij de Achttiendaagse Veldtocht mee.
Tijdens de bezetting werd hij jurist op het Ministerie voor Economische Zaken in Brussel, onder meer als juridisch adviseur bij het Lederambt, een van de corporatieve instellingen binnen dit ministerie. In 1944 werd hij opnieuw als reserveofficier opgeroepen en bracht een tijdlang in Groot-Brittannië door. Hij zwaaide af als kapitein-commandant.

### Journalistieke carrière
In 1945 werd De Spot buitenlands correspondent voor De Nieuwe Standaard, een krant die in 1947 de naam veranderde in De Nieuwe Gids. Van 1 november 1945 tot 1 november 1950 was hij directeur-hoofdredacteur van deze krant en ook van Het Nieuwsblad, dat in 1947 haar naam veranderde in 't Vrije Volksblad (later zou deze krant fuseren met Het Nieuws van den Dag).
Vijf jaar lang schreef De Spot ook humoristische cursiefjes, met James Thurber, Jerome K. Jerome, P.G. Wodehouse en Charles Dickens als zijn grote voorbeelden. De stukjes werden in twee boeken uitgegeven, Ge kunt nooit weten (1953) en Gods wegen. Vaderlandse en andere geschiedenissen. (1955). De Spot las zijn cursiefjes, Spotvogels, ook op de N.I.R. radio voor.

### Politieke activiteiten
De Spot werd in 1950 lid van het nationaal comité van de CVP en later ook van het dagelijks bestuur van deze partij. Hij was voorzitter van de CVP arrondissement Brussel en van 1950 tot 1962 voorzitter van de christelijke ziekenfondsen in diezelfde stad. Twee jaar lang was De Spot ook actief als kabinetsadviseur bij eerste minister Jean Van Houtte (1952-1954).
Hij was vooral actief in de informele 'agendacommissie' die binnen de CVP de top bijeenbracht van het ACW, de Boerenbond, het NCMV en het Verbond van Kristelijke Werkgevers en Kaderleden (VKW).

### Ondernemer
In 1950 werd De Spot juridisch adviseur en in 1957 algemeen directeur van de nv Draadtrekkerijen Bekaert in Zwevegem. Hij werd hierdoor de naaste medewerker en vertrouwensman van Leon Bekaert. Hij werd ook de woordvoerder van de invloedrijke Bekaert en kreeg weldra zelf aanzienlijke invloed als grijze eminentie in de CVP, in het VKW en in andere toonaangevende cenakels.
In 1967 werd De Spot, die lid was geworden van de Bankcommissie, afgevaardigde bestuurder bij de Bank van Brussel, waar hij zijn loopbaan eindigde als voorzitter van de Raad van Bestuur van de Bank Brussel Lambert. In 1969 werd hij ook voorzitter van het uitvoerend comité van de Nationale Maatschappij der Belgische Spoorwegen. Hij was beheerder bij de Maatschappij van de Brugse Zeevaartinrichtingen.
Hij was ook nog bij andere activiteiten betrokken, zoals:
- voorzitter van UNIAPAC, de Internationale Unie van christelijke werkgevers;
- voorzitter van het Instituut voor kunstgeschiedenis en archeologie;
- lid van de Hoge Raad van Financiën;
- lid van de Algemene Raad van de Katholieke Universiteit Leuven;
- bestuurder van de vzw Paleis voor Schone Kunsten;
- bestuurder van de Francquistichting;
- regeringsafgevaardigde bij UNESCO;
- lid van de Nationale Raad voor het Wetenschapsbeleid.

## Privé
Bij beschikking van de rechtbank van eerste aanleg in Veurne van 28 mei 1964 werd beslist dat de naam de Spot was en niet Despot.
Nadat een jongere familietak in 1892 in de adelstand was opgenomen, in de persoon van Raphaël de Spot (1850-1926), senator en burgemeester van Veurne, verkreeg Jan de Spot in 1963 opname in de erfelijke adelstand en in 1973 de titel van ridder, overdraagbaar bij eerstgeboorte.
Hij trouwde:
- in 1937 in Brugge met Helena Coppé (1913-1977), zus van Albert Coppé en ze kregen drie kinderen;
- in 1978 met Anne Boucher (1912-2011), telg uit het geslacht Boucher.

De Spot interesseerde zich zeer voor evoluties in het geestesleven. Zo was hij vele jaren geboeid door de in Zwitserland gevestigde beweging van Morele Herbewapening (Moral Rearmament), die persoonlijke spirituele vernieuwing aanmoedigde en zich intens inzette voor verzoening tussen landen en volkeren.

## Marc Sleen
Striptekenaar Marc Sleen werkte eind jaren 40 op dezelfde krantenredactie als De Spot. Hij tekende er cartoons en illustreerde De Spots cursiefjes. Ze waren goed bevriend met elkaar en als running gag gaf Sleen De Spot regelmatig een cameo in zijn stripverhalen. In de zwart-witverhalen van Nero duikt hij vaak op. Hij is te herkennen als de struise, dikke man die op wat krulletjeshaar na kaal is. Het personage Balk in Oktaaf Keunink en slager Jan Janssen in Doris Dobbel zijn allebei karikaturen van De Spot.